# Marius Cozmiuc
Marius Cozmiuc (Suceava, 7 de setembro de 1992) é um remador romeno, medalhista olímpico.

## Carreira
Formado pela Universidade Valahia de Târgoviște, Cozmiuc conquistou a medalha de prata nos Jogos Olímpicos de Verão de 2020 em Tóquio na prova de dois sem masculino, ao lado de Ciprian Tudosă, com o tempo de 6:16.58.